# Juan Álvarez de Toledo y Monroy
Juan Álvarez de Toledo y de Monroy fue un noble de España, IV conde de Oropesa, III conde de Deleitosa, señor de Jarandilla, Cebolla, Cabañas, Belvis, Almaraz, Mejorada, Segurilla, Cervera y Castillo de Villaba.

## Biografía
Fue hijo de Fernando Álvarez de Toledo y Figueroa, III conde de Oropesa y Beatriz de Monroy y Ayala, II condesa de Deleitosa. 
En 1573, por orden del rey Felipe II de España, trasladó los restos del padre del monarca, el emperador Carlos I de España y de la infanta Leonor de Austria, reina de Portugal hasta el Monasterio de El Escorial lo que le valió la Grandeza de España que recién fue reconocida al VII conde de Oropesa, Duarte Fernando Álvarez de Toledo Portugal, el 1 de agosto de 1690.
Contrajo matrimonio con Luisa de Pimentel Enríquez, segunda hija que fue de Antonio Alonso Pimentel y Herrera de Velasco, III duque de Benavente y IV conde de Benavente y de Luisa Enríquez Téllez Girón, de los duques de Medina de Rioseco. 
Su hija Beatriz Álvarez de Toledo y Pimentel, casó con Duarte de Portugal también conocido como Eduardo de Braganza, I marqués de Frechilla y Villarramiel. Debido a que Beatriz murió en 1599 no heredó la Casa de Oropesa. A pesar de que la Casa se afeminó tras su fallecimiento, sus sucesores continuaron con el uso del aristocrático apellido Álvarez de Toledo, anteponiéndolo durante las cinco generaciones siguientes y hasta el nuevo afeminamiento del condado de Oropesa. La Casa la heredó el nieto del IV conde Oropesa, Fernando Álvarez de Toledo Portugal, tercer hijo de Beatriz Álvarez de Toledo y de Eduardo de Braganza, V conde de Oropesa.
Su hijo Fernando Álvarez de Toledo Pimentel, nació 1575 Alva de Tormes, Salamanca, Castilla y León, España y su defunción en 1617 (40-42)
Salta, Capital Department, Salta Province, Argentina Teniente de Gobernador La Rioja (10 de diciembre de 1594), Justicia Mayor Santiago del Estero, Teniente de Gobernador Santiago del Estero, MILITAR.